# Amalie Christie
Amalie Christie, née le 21 décembre 1913 et morte le 4 mars 2010, est une pianiste classique, professeure de piano, écrivain et anthroposophe norvégienne.

## Vie personnelle
Amalie naît à Vang, dans le sud-est de la Norvège. Elle est la fille du professeur Werner Hosewinckel Christie (en) (1877–1927) et de la Baronesse Karen Amalie Wedel-Jarlsberg (1886–1952), la sœur du général Johan Koren Christie, la grand-nièce des politiciens Hans Langsted Christie (en) et Christian Christie (en), la tante de Werner Christie (en) et la cousine de Jacob Christie Kielland (en) et de Else Christie Kielland (sv).
Entre 1944 et 1947, elle est mariée au pianiste Robert Riefling. Elle se marie ensuite à l'anthroposophe Dan Lindholm (no) en 1948 jusqu'à la mort de ce dernier en 1998. Le couple vit dans une maison des années 1700 dans le quartier de Jar (en), à Bærum, dans le sud-est du pays. Le couple donne naissance à Markus Lindholm (no), qui deviendra chercheur-biologiste. Amalie décède en mars 2010.

## Carrière
Christie étudie à l'École d'État de musique de Berlin, et joue son premier concert à Oslo en 1938. Durant sa carrière, elle effectue beaucoup de concerts chez elle ainsi qu'à l'étranger. Elle écrit également des livres sur Beethoven et sur l'éducation musicale.
Au cours sa vie, Amalie s'oppose fortement aux idéologies totalitaires, telles que le nazisme et le communisme, et soutient les idées humanitaires. Durant la Seconde Guerre mondiale, elle proteste avec courage contre la déportation des Juifs (notamment celles organisées par l'officier Knut Rød (en)), et, après la guerre, s'indigne contre les peines de mort infligées aux personnes accusées de trahison. Dans les années 1940 et 50, Amalie Christie et son mari Dan Lindholm constituent un cercle d'anthroposophes norvégiens avec Jens Bjørneboe, André Bjerke et Lisel Bjørneboe (no).
En tant que professeure de musique dans les années 1970, Amalie privilégie une méthode pédagogique (dite « main dans la main ») et n'accorde guère d'importance aux notes.
Amalie Christie se fait également connaître par son opposition à la musique populaire. Elle crée notamment un débat à propos de la chanson Oj, oj, oj, så glad jeg skal bli, représentée par la Norvège au concours Eurovision de la chanson 1969. La compositrice Arne Bendiksen est alors appelée par la NRK pour participer à un débat télévisé, puis à deux autres débats par la suite. Lors du troisième débat, Christie condamne la vulgarité de l'œuvre de Bendiksen, qualifiant la chanteuse de « vampire ». En réponse à ces paroles, la chanteuse populaire Elisabeth Granneman (en) demande à Christie de « se la fermer ». Le débat se conclut alors par un traitement de Christie par le sel.

## Ouvrages
- Mennesket og musikken, Aschehoug, Oslo, 1948[6]
- Beethoven, Aschehoug, Oslo, 1970[7]
- Beethovens brev og notater, 1999
- Vi spiller fra hånd til hånd, 2006

### Documentaire télévisé
- (no) Musikken framfor alt : et møte med Amalie Christie, réalisé par Ingeranna Krohn Nydal, 2000.